# Sous un rayon de soleil
Sous un rayon de soleil (こもれ陽の下で…, Komorebi no moto de...) est un manga de Tsukasa Hōjō. Il a été prépublié entre 1993 et 1994 dans le magazine Weekly Shōnen Jump de l'éditeur Shūeisha et a été compilé en un total de trois volumes. La version française a dans un premier temps été publiée par Tonkam, puis par Ki-oon depuis juillet 2013.

## Synopsis
Sarah Nichikujo est une fillette normale en apparence. Elle vit avec son père et l'aide à tenir sa boutique de fleurs. Mais Sarah cache un secret: Elle est capable de ressentir les émotions des végétaux et de communiquer avec eux. Elle va faire la connaissance de Tatsuya Kitazaki. Elle lui montrera que les végétaux ont aussi un « cœur » et qu'ils peuvent ressentir des émotions. Sara cache également un autre secret bien plus lourd. En effet, son corps ne vieillit pas. Elle est contrainte de vivre avec une apparence d'enfant.

## Personnages
- Nishikujo Sarah : Sarah est une jeune fille possédant un pouvoir spécial : elle peut parler avec les végétaux et peut même prendre une forme spécial (elle devient un esprit avec un corps d'adulte). Elle aide son père au travail et déteste l'école. Elle n'hésite pas à sécher les cours dès le premier jour. Mais dès qu'on parle nature, elle devient joyeuse. Elle possède une autre particularité : elle ne vieillit pas. Elle possède un corps de fillette mais elle a une âme adulte.

- Nishikujo Hayato : Il est le père de Sarah. Malgré son apparence qui fait peur à tout le monde, il cache un cœur tendre. Il est fleuriste cependant il a un peu de mal à vendre ses fleurs car toutes les clientes fuient dès qu'elles le voient. Il aidera Sarah et Tatsuya  plusieurs fois dans leurs aventures.

- Kitazaki Tatsuya : Tatsuya rencontre Sarah pour la première fois au moment où il est décidé à couper un arbre qu'il juge responsable de l'état de sa sœur. Après un rêve, il abandonne l'idée de le couper et devient ami avec Sarah. Il découvre le secret de Sarah en même temps que son professeur. Mais il ne le dévoilera pas par amitié (ou amour). Au contact de Sarah, il s'ouvre de plus en plus à la nature.

- Kitazaki Satsuki : Petite sœur de Tatsuya. Petite, elle tomba d'un arbre et eut les jambes paralysées. Elle est à la charge de Tatsuya  qui fait son possible pour l'aider. Après un rêve dans lequel elle voit la fée des arbres qui n'est autre que Sarah, elle décide de prendre des cours de rééducation.

- Ooki Genichiro : Professeur dans l'école de Tatsuya. Sa passion est de photographier les jeunes filles, d'ailleurs il possède une grande collection de photo. À cause de ses penchants, il est appelé 'lolicon sensei' par Tatsuya  (lolicon voulant dire complex de lolita). Il est le premier à avoir des doutes sur Sarah. En effet, il l'a déjà photographié dans le passé (c'est à cause d'une photo d'elle qu'il commença sa collection). Mais ne voyant aucune différence entre la photo et la Sarah actuelle, il décide d'enquêter sur elle. En compagnie de Tatsuya, il finit par la surprendre en train d'utiliser ses pouvoirs et la considère comme une sorcière. À la fin, il éprouvera trop tard du regret dans son attitude voyant en Sarah la femme parfaite pour lui.

- Sakurai Masaki : Professeur stagiaire dans la classe de Tatsuya  et de Sarah. Masaki a déjà rencontré Sarah plus jeune : ils étaient dans la même classe (voir Le Temps des cerisiers). À cette époque Sarah lui sauva la vie en utilisant ses pouvoirs mais elle dut quitter la ville pour ne pas être persécutée. Dès le premier jour, il alla chez Sarah pour dissiper ses craintes. Malheureusement pour lui, ce qu'il voit là-bas est conforme à ses souvenirs et dès qu'il voit Sarah il s'évanouie. Il se rend compte que ni Sarah ni son père semble le reconnaître. Tatsuya  ayant remarqué les agissements suspects de son professeur décide de protéger Sarah croyant que Masaki l'enlèverai pour le compte d'une organisation secrète. Après une altercation manquée, Masaki dissous les craintes de Tatsuya  et deviennent amis. Masaki verra Sarah sous son autre forme lors d'une randonnée. Lorsque son stage se termina, Sarah le raccompagna à la gare et le remercia pour son importance dans sa vie car elle se souvenait de lui.

- Shigaki Jigoro : Surnommé le roi de la forêt, il semble entendre et comprendre la nature. Auparavant, il était un démon des forêts. Mais il changea après un accident qui coûta la vie aux parents de Takehiko.

- Shigaki Takehiko : Petit-fils de Jigoro, il s'occupe du petit chêne. Celui-ci prendra le corps de Sarah pour prévenir Takehiko du danger auquel il s’expose : on veut l'enlever. Takehiko sait à quel point la mort de ses parents attriste son grand-père mais il veut que celui-ci soit heureux et cesse de se sentir coupable.

## Liste de volumes
| no                                                                                 | Japonais       | Japonais      | Français          | Français          |
| no                                                                                 | Date de sortie | ISBN          | Date de sortie    | ISBN              |
| ---------------------------------------------------------------------------------- | -------------- | ------------- | ----------------- | ----------------- |
| 1                                                                                  | 4 mars 1994    | 4-08-871355-9 | 4 juillet 2013    | 978-2-35592-483-5 |
| Première édition par Tonkam : 18 août 1997, (ISBN 2-910645-92-4) (BNF 36181564)    |                |               |                   |                   |
| 2                                                                                  | 2 mai 1994     | 4-08-871356-7 | 26 septembre 2013 | 978-2-35592-502-3 |
| Première édition par Tonkam : 24 octobre 1997, (ISBN 2-912628-02-4) (BNF 36192539) |                |               |                   |                   |
| 3                                                                                  | 4 juillet 1994 | 4-08-871357-5 | 28 novembre 2013  | 978-2-35592-555-9 |
| Première édition par Tonkam : 20 février 1998, (ISBN 2-912628-10-5) (BNF 36201105) |                |               |                   |                   |